# Tourismus in Dänemark

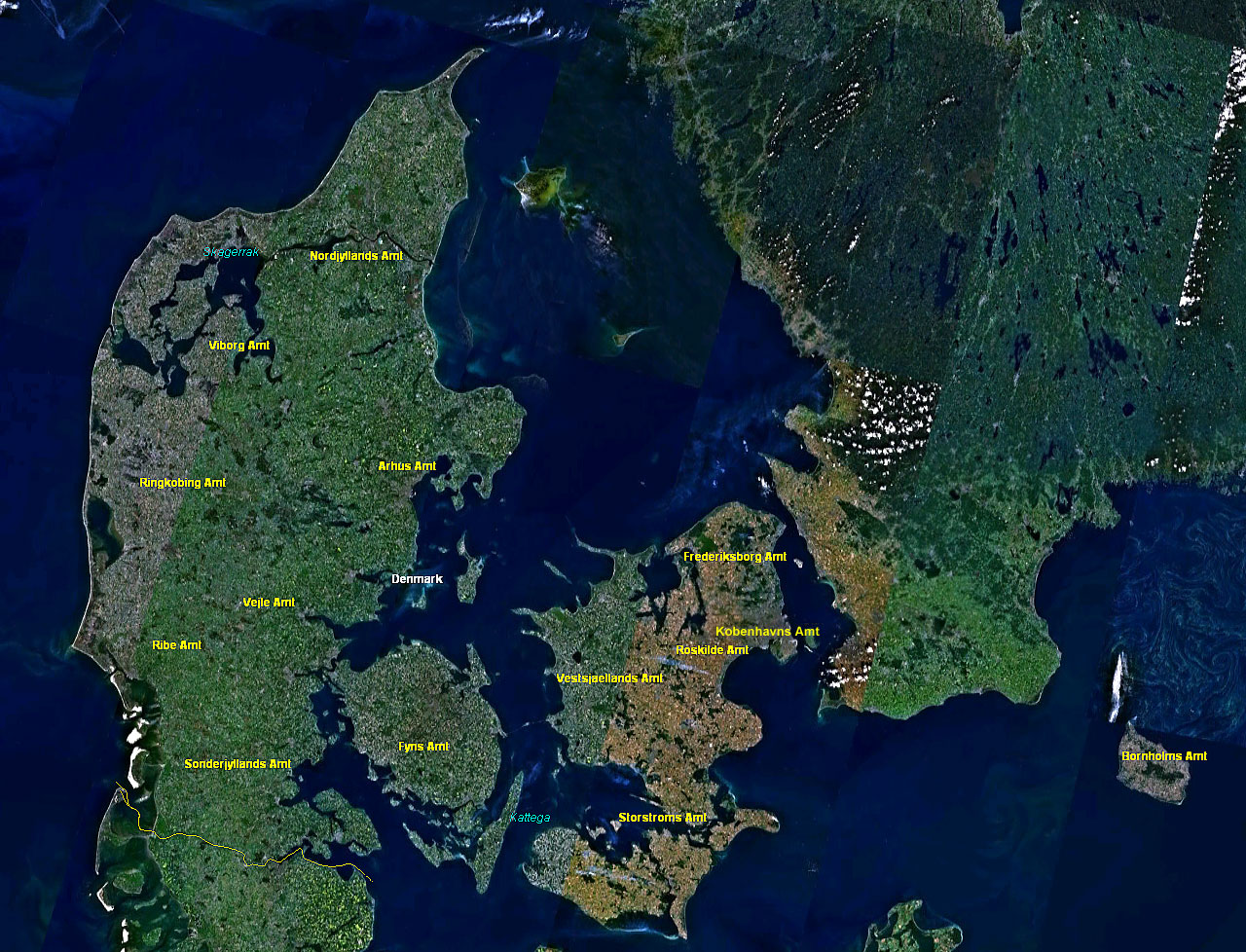
Satellitenbild von Dänemark

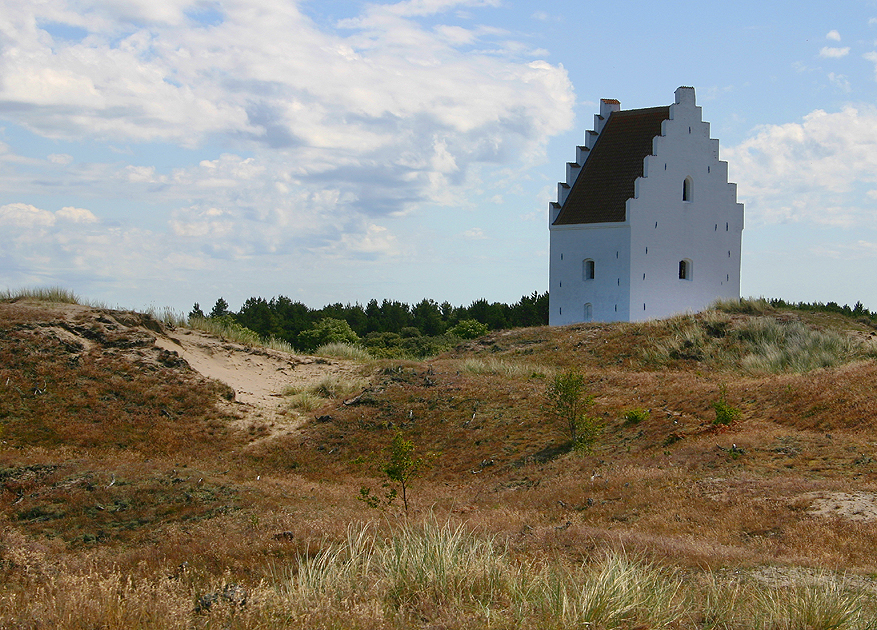
Tilsandede Kirke bei Skagen

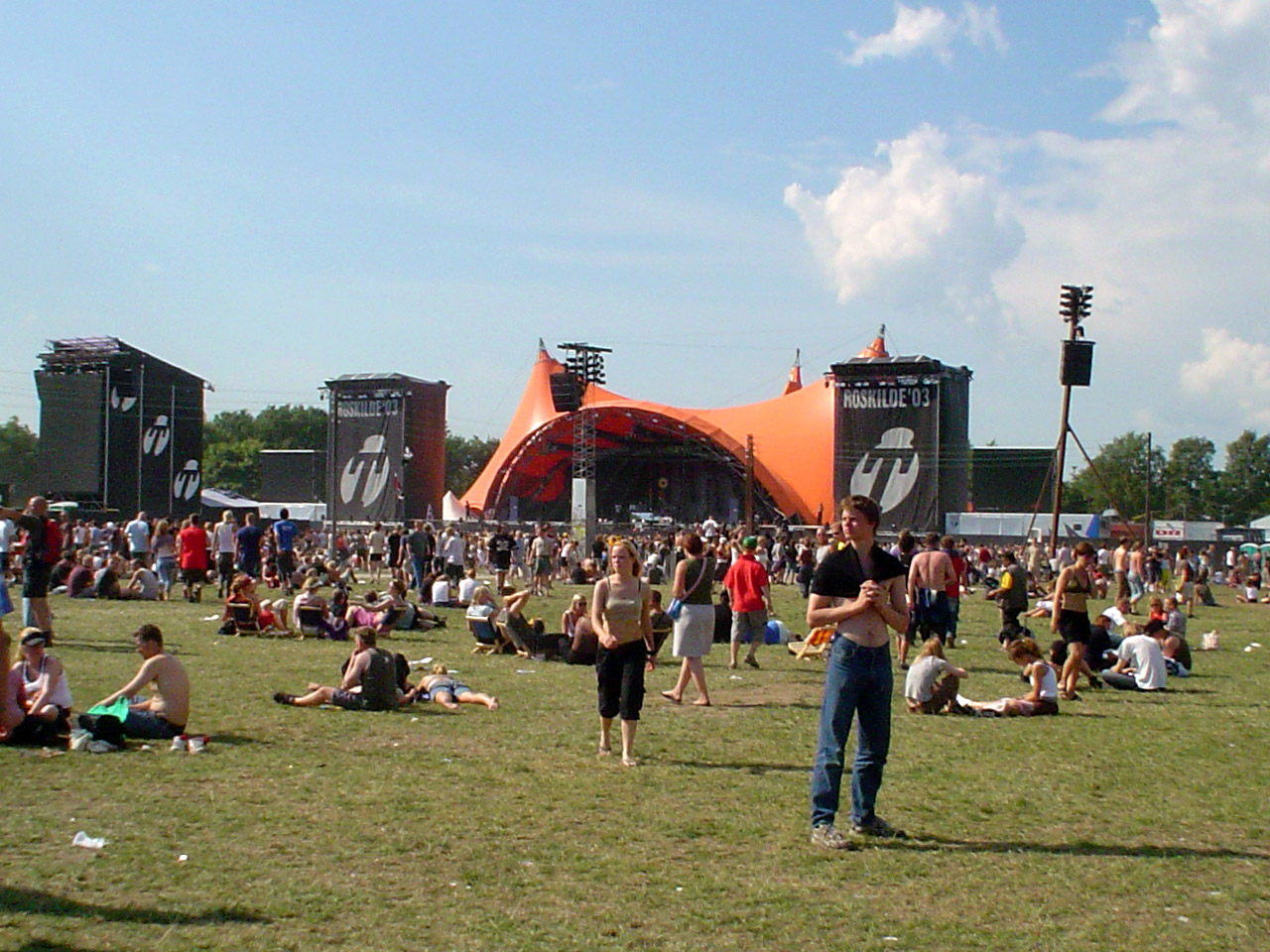
Roskilde-Festival

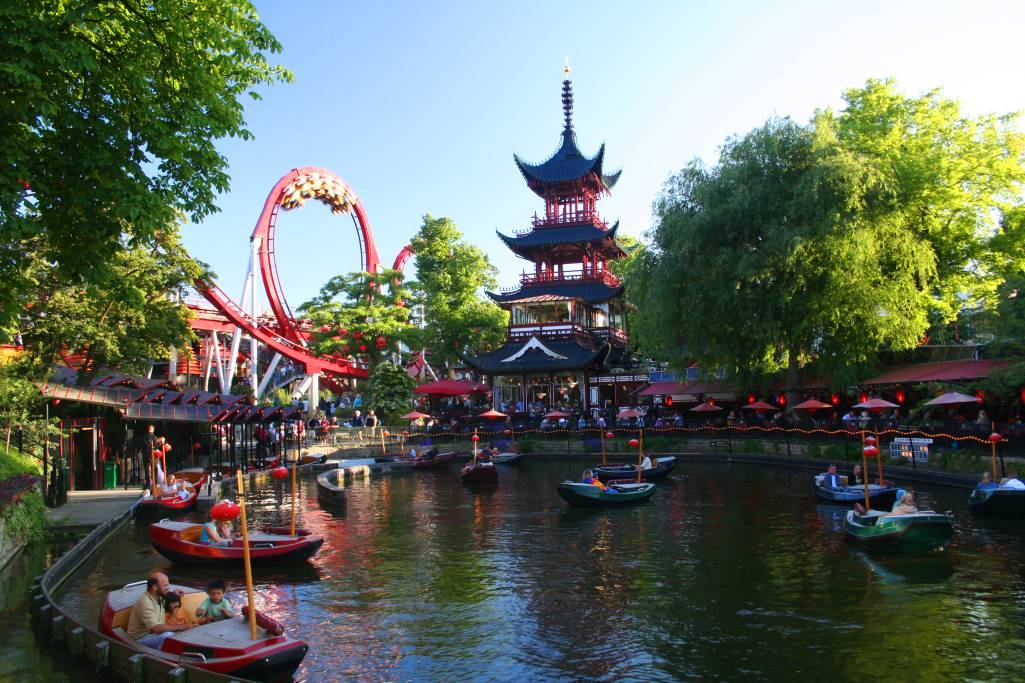
Tivoli von Kopenhagen

Statue der kleinen Meerjungfrau in Kopenhagen

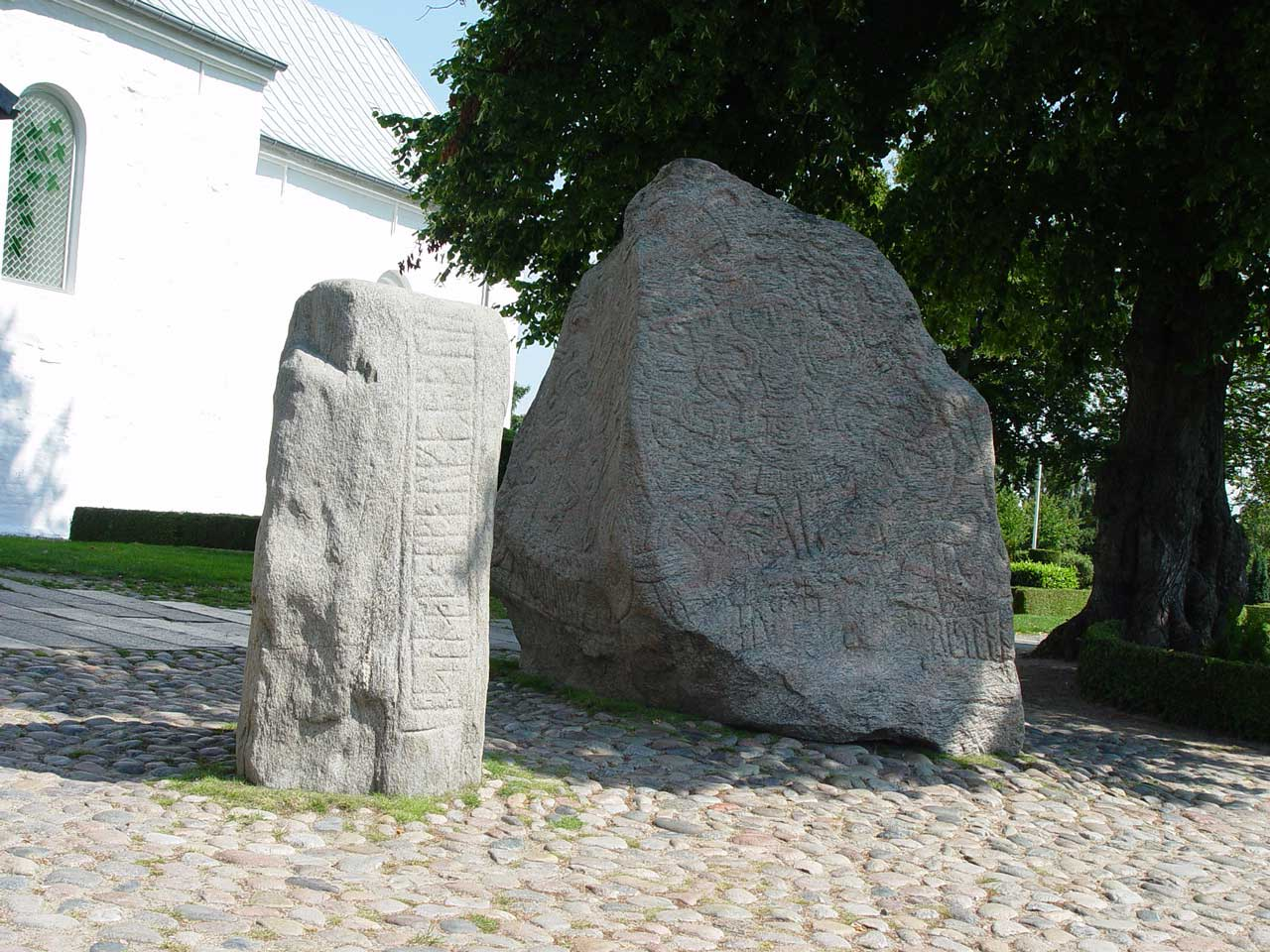
Runensteine von Jelling

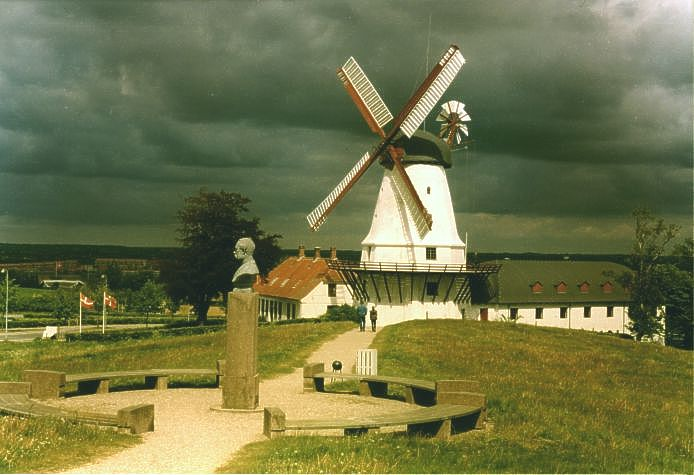
Düppeler Mühle

Der Tourismus in Dänemark wird zum großen Teil geprägt von Ferienhäusern und Campingplätzen. Ein bedeutender Teil des Tourismus spielt sich an Küsten ab, da das Land eine für seine Größe vergleichsweise lange Küste besitzt. 2007 wurden über 45 Millionen Übernachtungen gezählt.

## Verkehr
In Dänemark herrscht Anschnallpflicht, auch bei Tag muss mit Abblendlicht gefahren werden. Die allgemeine Höchstgeschwindigkeit beträgt innerorts 50 km/h, außerorts und auf Schnellstraßen 80 km/h und auf Autobahnen 130 km/h. Für PKW und Motorrad mit Anhänger/Wohnwagen, LKW und Busse gilt innerorts eine Höchstgeschwindigkeit von 50 km/h (auch wenn die örtliche Beschilderung eine höhere Geschwindigkeit gestattet), außerorts von 70 km/h und auf Autobahnen von 80 km/h. Die Promillegrenze liegt bei 0,5. Über die dänischen Verkehrsregeln informiert das dänische Fremdenverkehrsamt VisitDenmark auf seinen Webseiten (s. Links) sowie die verschiedenen Automobilclubs.

### Verkehrsverbindungen
Ein dichtes Netz von Fähren und Brücken verbindet die dänischen Inseln, so dass auch das Reisen von Insel zu Insel zu einem Urlaubserlebnis werden kann, zumal jede Insel landschaftlich ihren eigenen Charakter hat.
Straßenverbindungen an der deutsch-dänischen Grenze bei Flensburg
- Bundesautobahn A 7 (Jütlandlinie), die bei Harrislee zur Staatsgrenze in Richtung Dänemark verläuft und als Europastraße 45 in Richtung Kolding weiterführt
- Bundesstraße 200, die als Ortsumgehung durch das Stadtgebiet von Flensburg zur Grenze bei Kruså führt

Wichtige Brücken
- Storebælt-Brücke über den Großen Belt von Fünen nach Seeland (mautpflichtig)
- Öresundbrücke bei Kopenhagen über den Öresund nach Schweden (mautpflichtig)
- Zwei Brücken (Den gamle und Den nye Lillebæltsbro) bei Middelfart (nahe Kolding) von Jütland nach Fünen

Wichtige Fährverbindungen
- über die A1 / B207 von Fehmarn nach Rødbyhavn auf Lolland, die Vogelfluglinie
- über die A19 von Warnemünde nach Gedser auf Falster
- über die dänische Primærrute 8 (Kruså - Sønderborg) von Fynshav (Alsen) nach Bøjden (Fünen)
- über die dänische Primærrute 9 von Spodsbjerg (Langeland) nach Tårs (Lolland)
- über die dänische Primærrute 6 (Roskilde) von Helsingør über den Öresund zum schwedischen Helsingborg

Tunnelverbindung
- Es ist geplant, einen 18 Kilometer langen Absenktunnel zwischen Puttgarden auf der schleswig-holsteinischen Insel Fehmarn und dem dänischen Rødby auf Lolland zu errichten. Die Fahrzeit zwischen Hamburg und Kopenhagen soll dadurch auf ca. 3 Stunden verkürzt werden. Das dänische Parlament hat dem Vorschlag im Februar 2011 zugestimmt, die Arbeiten sollten ab 2014 starten und 2020 fertiggestellt werden. Das Projekt ist auf der Insel Fehmarn sehr umstritten. Dänemark will die auf 5,1 Milliarden Euro geschätzten Baukosten allein finanzieren. Für die deutsche Seite fallen Anbindungskosten an Land an, die offiziell auf 800 Millionen Euro veranschlagt werden. Nach Einschätzung des Bundesrechnungshofs könnten sie bis auf 1,7 Milliarden Euro steigen.

## Reiseziele
Gleichermaßen beliebt bei Seglern und Campern ist die Dänische Südsee, das Gebiet in der Ostsee um die beiden größten dänischen Inseln Seeland und Fünen. Beliebt sind auch Dänemarks schöne Küsten mit langen weißen Stränden an Nordsee und Skagerrak und den manchmal etwas steinigen an der Ostsee, alle ohne Kurtaxe frei zugänglich und die interessanten Städte mit vielen Sehenswürdigkeiten, Museen und historischen Gebäuden.
Informationen über Reiserouten und Sehenswürdigkeiten erhält man auf den Webseiten des dänischen Fremdenverkehrsamt VisitDenmark (siehe Weblinks), vor Ort in den Touristenbüros (Turistbureau, Kennzeichen: i) sowie bei den verschiedenen Automobilclubs. Außerdem liegen in deutscher Sprache zahlreiche Reiseführer über Dänemark vor, die im Buch- oder Internethandel erhältlich sind. Die Deutschlandzentrale von VisitDenmark hat ihren Sitz in Hamburg.

### Städte und Orte
- Aalborg: eine Großstadt am Limfjord mit Seehafen, dem Aalborgschloss (Ålborghus), dem Heiliggeistkloster von 1437 und Ausgrabungen im heutigen Stadtgebiet einer über 1000 Jahre alten Siedlung
- Aarhus mit dem Freilandmuseum Den Gamle By (die alte Stadt), dem Dom zu Århus mit einem Hochaltar von Bernt Notke, dem ARoS Aarhus Kunstmuseum, dem Hafen von Aarhus und vielem mehr
- Billund, eine Welt für Kinder ist der Freizeitpark Legoland
- Helsingør mit dem Hafen von Helsingør und der Kulturværftet, dem Schloss Marienlyst und dem Weltkulturerbe Schloss Kronborg
- Hirtshals: in Hirtshals Havn liegt das Nordsee-Ozeanarium mit dem größten Meerwasseraquarium Europas.
- Jelling: mit seinen Runensteinen (Weltkulturerbe) der alten Dänenkönige Gorm und Harald Blauzahn
- Kopenhagen, die Hauptstadt am Öresund mit dem Vergnügungspark Tivoli, dem alten Hafen Nyhavn, dem Rådhuspladsen und dem Wahrzeichen Die kleine Meerjungfrau
- Odense, die Geburtsstadt des berühmtesten Dichter und Schriftsteller Dänemarks Hans Christian Andersen
- Ribe, eine der ältesten Städte Dänemarks, mit einer gut erhaltenen Altstadt (Dom zu Ribe von 1130, Rathaus und Dominikanerkloster aus dem 13. bis 15. Jahrhundert)
- Roskilde: die Kathedrale von Roskilde (Weltkulturerbe) und das Roskilde-Festival
- Sønderborg mit seinen Museen und alten Bauwerken zeichnet sich aus durch eine außergewöhnlich schöne Lage am Eingang des Alsensunds in die Flensburger Förde. Am Ortsrand liegt die Düppeler Mühle und das Schlachtfeld Düppeler Schanzen
- Skagerrak, die Nordspitze von Jütland mit der imponierenden Wanderdüne Råbjerg Mile und breiten von Autos befahrbaren Stränden
- Skagen: an der Landspitze Grenen treffen mit Kattegat und Skagerrak die Ostsee und Nordsee zusammen. Im Skagens Museum befinden sich etwa 1.900 impressionistische Werke der Künstlergruppe der Skagen-Maler.

### Ostsee
Die Küstenlinie an der Ostsee ist, bedingt durch die Inseln und Fjorde, ungleich länger als die der Nordsee. Hier findet man viele zum Teil auch kleinere Campingplätze und Ferienhaussiedlungen in unmittelbarer Strandnähe. Die tidefreien Strände grenzen häufig an Wiesen, Wälder oder Steilküsten und sind manchmal etwas steinig.
Wichtige Inseln:
- Alsen (dän. Als) mit dem Hauptort Sonderburg an der Flensburger Förde. Sehenswert das Industriemuseum Danfoss in Nordborg
- Ærø, besonders idyllisch und typisch dänisch. Autofähren-Verbindungen von Alsen, Fünen und Langeland
- Bornholm, mildes Klima und viele Vorzeitdenkmäler, mit Fährverbindungen von Ystad und Sassnitz
- Falster mit langen Stränden bei Marielyst, Autofährverbindung von Gedser nach Rostock
- Fünen die zweitgrößte dänische Insel mit Odense (Dänemarks drittgrößter Stadt)
- Langeland, interessant durch eine Reihe prähistorischer Denkmäler
- Lolland, die flache Insel mit bedeutenden Wäldern ist Teil der Vogelfluglinie. Dort befinden sich Vorzeitdenkmäler mit besonderen Rang
- Lyø, idyllische Insel mit einem der schönsten Dörfer Dänemarks
- Møn, bekannt durch die steile Kreideküste Møns Klint
- Seeland, die größte dänische Insel mit der Hauptstadt Kopenhagen, zu erreichen über die Vogelfluglinie oder die Storebælt-Brücke. Mit dem internationalen Flughafen von Kopenhagen und der Fähr- und Brückenverbindung nach Schweden ist die Öresundregion die Metropolregion Dänemarks

### Nordsee

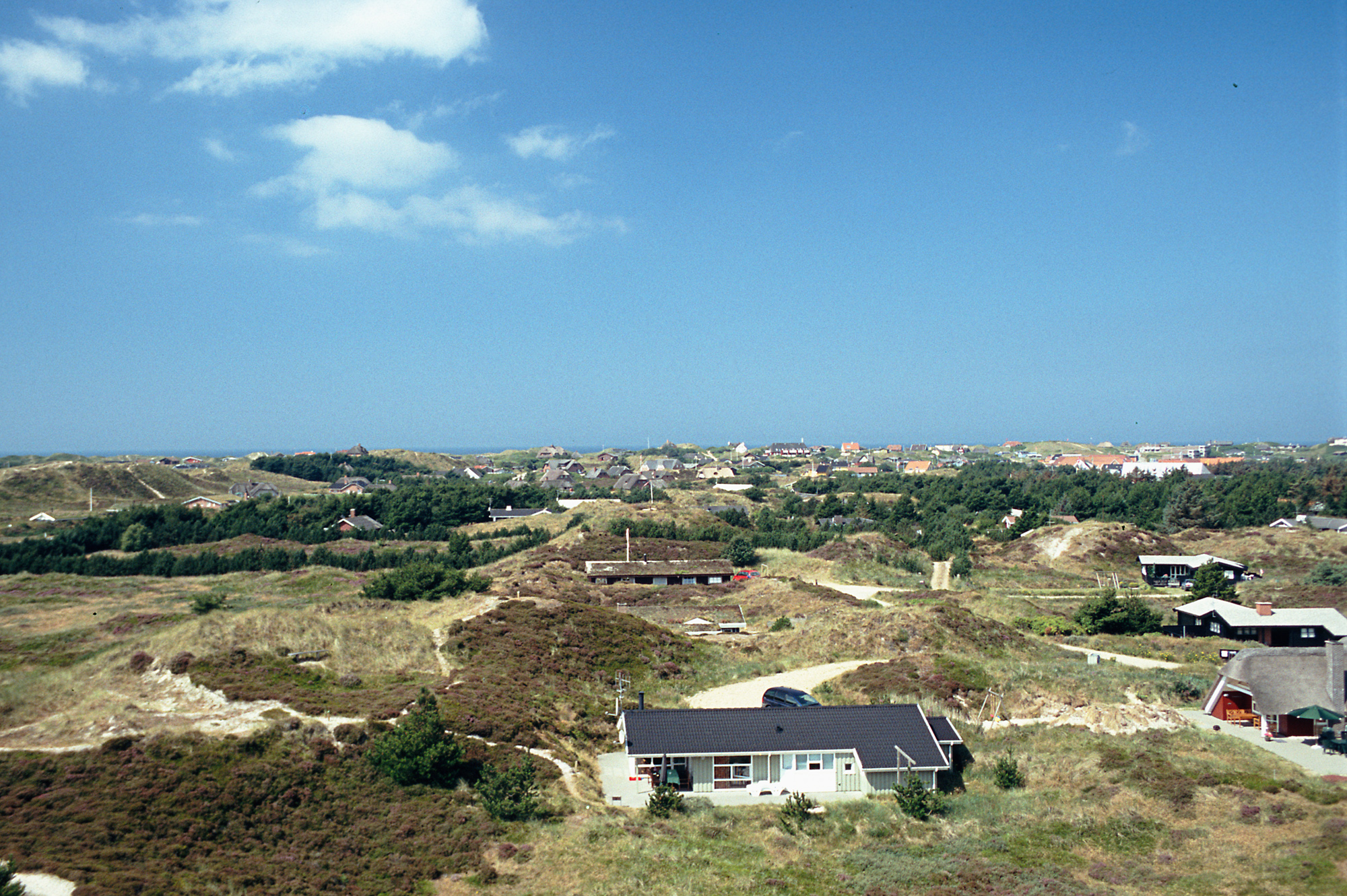
Typische Ferienhaussiedlung bei Henne Strand (Südliche Nordsee)

An der gesamten Nordseeküste mit ihren breiten von Autos befahrbaren Stränden gibt es viele Ferienhäuser und zum Teil große Campingplätze.
Wichtige Inseln:
- Fanø, die nördlichste der Dänischen Wattenmeerinseln ist über eine Fähre von der Industrie- und Hafenstadt Esbjerg aus zu erreichen. Der sehr breite Sandstrand und weite Dünen erstrecken sich die ganze Westküste entlang. Die Insel ist stark vom Tourismus geprägt.
- Rømø gehört ebenfalls zu den dänischen Wattenmeerinseln und ist über den mautfreien Rømødæmningen (deutsch: Rømø-Damm, Länge: 9170 m) vom jütländischen Festland aus oder mit der Fähre von Sylt zu erreichen. Es gibt viele Ferienhäuser in unterschiedlicher Preisklasse und einige Hotels.

## Essen und Trinken
Als Spezialitäten gelten Bier (Carlsberg, Tuborg oder Faxe), die typischen roten Würstchen (rød pølse), das Nationalgericht Smørrebrød, Rote Grütze, Hot-Dogs oder Fischgerichte (zum Beispiel Graved Lachs).

## Währung
Die dänische Währung ist die Dänische Krone (DKK oder veraltet DKr; 1 Krone = 100 Øre). Sie ist mit einer Schwankungsbreite von ± 2,25 Prozent fest an den Euro gebunden.
Umrechnungskurs:
- 1 EUR      = 7,44 DKK
- 1 DKK = 0,134 EUR

Die Kaufkraft des Euro in Dänemark liegt bei 0,78 (Mai 2009). Für Urlauber bedeutet das, man lebt teurer. Da dieser Wert über den Warenkorb berechnet wird, trifft er aber nur bedingt auf die Artikel des täglichen Bedarfs zu.
Kleinste Münze ist das 50-Øre-Stück. Preise können auch Teile davon betragen und werden bei Barzahlung auf- bzw. abgerundet, bei Kreditkartenzahlung jedoch auf die Øre genau berechnet. Seit dem 1. Oktober 2008 gibt es das 25-Øre-Stück nicht mehr. Alle Geschäfte nehmen das 25-Øre-Stück nicht mehr an, aber man konnte noch bis 2011 bei der Bank seine 25-Øre-Stücke zurückgeben.

## Kuriositäten
Aufsehen erregte 2009 eine Werbekampagne von Visit Denmark, bei der eine Dänin namens Karen den Fremdenverkehr anregen sollte, indem sie die angeblich leichte Bereitschaft der Däninnen zum One-Night-Stand ohne Kondom propagierte.